# Плюмерия тупая
Плюме́рия тупа́я (лат. Pluméria obtúsa) — красивоцветущее листопадное дерево, вид рода Плюмерия (Plumeria) семейства Кутровые (Apocynaceae).

## Ботаническое описание
Плюмерия тупая — листопадный кустарник или, чаще, небольшое дерево, достигающее 2—6 м в высоту. Листовая пластинка 3,5—18 см длиной и 1—8,5 см шириной, продолговато-обратнояйцевидная, с закруглённым концом, кожистая, изредка почти плёнчатая, голая, верхняя поверхность блестящая. Черешок 1—4 см длиной.
Соцветие зонтиковидное, довольно густое. Венчик колесовидный, лепестки продолговато-обратнояйцевидные, реже почти округлые, отгиб 15—45 мм длиной, чисто-белый, ближе к трубке ярко-жёлтый, трубка до 2 см длиной. Чашечка маленькая, чашелистики яйцевидно-треугольные, до 1,5 мм длиной. Тычинки 1 мм длиной, с ланцетовидными пыльниками до 2,7 мм длиной. Пестик 1 мм длиной, рыльце до 2 мм в диаметре.
Плод — жёлто-зелёная листовка 6,5—24×1—2 см.

## Ареал
Естественный ареал плюмерии тупой — Багамские и Большие Антильские острова, а также острова Сисне (Гондурас). Описана «из тропической Америки».

## Значение
Плоды и цветки плюмерии употребляются в пищу в кухне народов Вест-Индии. Плюмерия завезена во многие регионы мира с тропическим климатом, где выращивается как декоративное растение. В китайской медицине используется как лекарственное. В Индии из древесины плюмерии делают различные музыкальные инструменты.

## Таксономия

### Синонимы
- Plumeria apiculata Urb., 1919
- Plumeria bahamensis Urb., 1899
- Plumeria barahonensis Urb., 1916
- Plumeria beatensis Urb., 1924
- Plumeria bicolor Seem., 1854
- Plumeria casildensis Urb., 1925
- Plumeria cayensis Urb., 1925
- Plumeria clusioides Griseb., 1866
- Plumeria clusioides var. parvifolia M.Gómez, 1895
- Plumeria confusa Britton, 1915
- Plumeria cubensis Urb., 1925
- Plumeria cuneifolia Helwig, 1929
- Plumeria dictyophylla Urb., 1924
- Plumeria domingensis Urb., 1902
- Plumeria ekmanii Urb., 1924
- Plumeria emarginata Griseb., 1866
- Plumeria estrellensis Urb., 1924
- Plumeria inaguensis Britton, 1905
- Plumeria gibbosa Urb., 1902
- Plumeria hypoleuca Gasp., 1833
- Plumeria jamaicensis Britton, 1910, nom. illeg.
- Plumeria krugii Urb., 1899
- Plumeria lanata Britton, 1915
- Plumeria leuconeura Urb., 1927
- Plumeria marchii Urb., 1902
- Plumeria montana Britton & P.Wilson, 1923
- Plumeria multiflora Standl., 1930
- Plumeria nipensis Britton, 1915
- Plumeria nivea Mill., 1768
- Plumeria obtusa var. laevis Griseb., 1862
- Plumeria obtusa var. parviflora Griseb., 1862
- Plumeria ostenfeldii Urb., 1924
- Plumeria parvifolia Donn, 1811
- Plumeria pilosula Urb., 1924
- Plumeria portoricensis Urb., 1899
- Plumeria sericifolia C.Wright ex Griseb., 1866
- Plumeria tenorei Gasp., 1832
- Plumeria trinitensis Britton, 1915
- Plumeria tuberculata Lodd., 1823
- Plumeria tuberculata subsp. sericifolia (C.Wright ex Griseb.) Borhidi, 1975
- Plumeria venosa Britton, 1915
- Plumeria versicolor Dehnh., 1832